# 22 Sai no Watashi
Singles de Natsumi Abe
Haha to Musume no Duet Song (duo)
(2003) Datte Ikitekanakucha
(2004)
 22 Sai no Watashi  (22歳の私) est le premier single (en solo) de Natsumi Abe, sorti le 13 août 2003 au Japon sous le label hachama, écrit et produit par Tsunku. Il sort alors que la chanteuse est encore membre du groupe Morning Musume, quatre mois après un précédent single interprété en duo, Haha to Musume no Duet Song. Il atteint la 2e place du classement de l'Oricon, et reste classé pendant six semaines, se vendant à 81 460 exemplaires durant cette période ; il restera son single le plus vendu. Il sort aussi dans une édition limitée avec une pochette différente, ainsi qu'au format "Single V" (VHS et DVD) contenant le clip vidéo.
La chanson-titre figurera sur le premier album de la chanteuse, Hitori Bocchi qui sort en 2004, ainsi que sur la compilation de ses singles, Abe Natsumi ~Best Selection~ de 2008. Son clip vidéo figurera aussi sur le DVD du Best Selection.

## Liste des titres
CD
1. 22 Sai no Watashi  (22歳の私?)
2. Yūyakezora  (夕焼け空?)
3. 22 Sai no Watashi (Instrumental) (22歳の私...?)

Single V
1. 22 Sai no Watashi  (22歳の私?) (clip vidéo)
2. 22 Sai no Watashi ~Close-up Version~ (22歳の私...?) (clip vidéo)
3. Making & Interview  (メイキング＆インタビュー?) (making of)